# Ère Shuchō
L'ère Shuchō (朱鳥) est l'une des ères du Japon (年号, nengō, littéralement « le nom de l'année ») s'étendant durant quelques mois entre juin et octobre 686.
Le système d'ère qui avait été abandonné les années précédentes est réintroduit, avant d'être abandonné de nouveau à la fin de l'ère Shuchō jusqu'en 701.

## Changement de l'ère
Elle est précédée par une période sans ère, elle-même précédée par l'ère Hakuchi. Elle est suivie d'une autre période sans ère, elle-même suivie par l'ère Taihō. L'impératrice et l'empereur régnants sont Jitō-tennō (持統天皇) et Mommu-tennō (文武天皇). 

## Événements de l'ère Shuchō
- Shuchō gannen (朱鳥元年) ou Shuchō 1 (686):
- 686 (Shuchō 1, 9e jour du 9e mois) : Mort de l'empereur Temmu[1].
- 686 (Shuchō 1, 2e jour du 10e mois) : Le complot du prince Ōtsu est découvert; lui et ses conspirateurs sont arrêtés[1].
- 686 (Shuchō 1, 3e jour du 10e mois) : Le prince Ōtsu se suicide[1].
- 686 (Shuchō 1, 16e jour du 11e mois) : La princesse Ōku, sœur du prince Ōtsu, est démise de son poste de saio au sanctuaire Ise-jingū[2].
- 686 (Shuchō 1, 17e jour du 11e mois) : Séisme[2].

| Shuchō    | 1re |
| Grégorien | 686 |